# Челябинский трубопрокатный завод
Челябинский трубопрокатный завод (ЧТПЗ) — российское металлургическое предприятие, одно из крупнейших трубных предприятий России, специализируется на производстве труб. С 2021 года входит в состав ПАО ТМК. Относится к трубным заводам «Большой восьмёрки». Входит в топ-5 ведущих мировых производителей труб.

## История
Основан на базе эвакуированного в Челябинск Мариупольского трубного завода.
В мае 1993 года в соответствии с программой приватизации Челябинский трубопрокатный завод был преобразован в открытое акционерное общество и впоследствии приватизирован.
В 2002 году на собрании акционеров было решено создать холдинг «ЧТПЗ», в основе которого находился одноимённый завод.
23 февраля 2024 года вместе с другими компаниями группы «ТМК», ЧТПЗ включён в блокирующий санкционный список США направленный «против металлургического и горнодобывающего сектора России».

## Продукция завода
ЧТПЗ располагает мощностями для производства стальных труб. Группа участвовала в крупнейших нефтегазовых проектах, в строительстве магистральных газопроводов «Сарыарка» в Казахстане и TAPI (Туркменистан — Афганистан — Пакистан — Индия).

### Показатели деятельности
В 2020-м доля группы на российском рынке труб составила 13 %, на рынке бесшовных индустриальных труб — 49 %, на рынке труб большого диаметра — 17 %. Выручка компании в 2020 году составила 138 млрд рублей.

## Собственники
9 марта 2021 года ПАО «Трубная металлургическая компания» приобрела 86,54 % акций ПАО «Челябинский трубопрокатный завод» за 84,199 млрд руб.

## Директора завода
- 1942—1944 — Михаил Щербань
- 1944—1953 — Кирилл Токовой
- 1953—1956 — Николай Комогоров
- 1956—1977 — Яков Осадчий[14]
- 1977—1996 — Николай Карпенко
- 1996—2009 — Александр Фёдоров[15]
- 2017—2021 — Борис Коваленков[16]
- 2021—2023.— Валентин Тазетдинов[17]
- 2023—н.в.— Губанов Евгений Валерьевич.[18]

## Известные сотрудники
- Дружинин, Фёдор Афанасьевич (1926—1996) — Герой Социалистического Труда.
- Гречкин, Павел Игнатьевич (1900-1970) — советский хозяйственный, государственный и политический деятель, Герой Социалистического Труда.

## Галерея

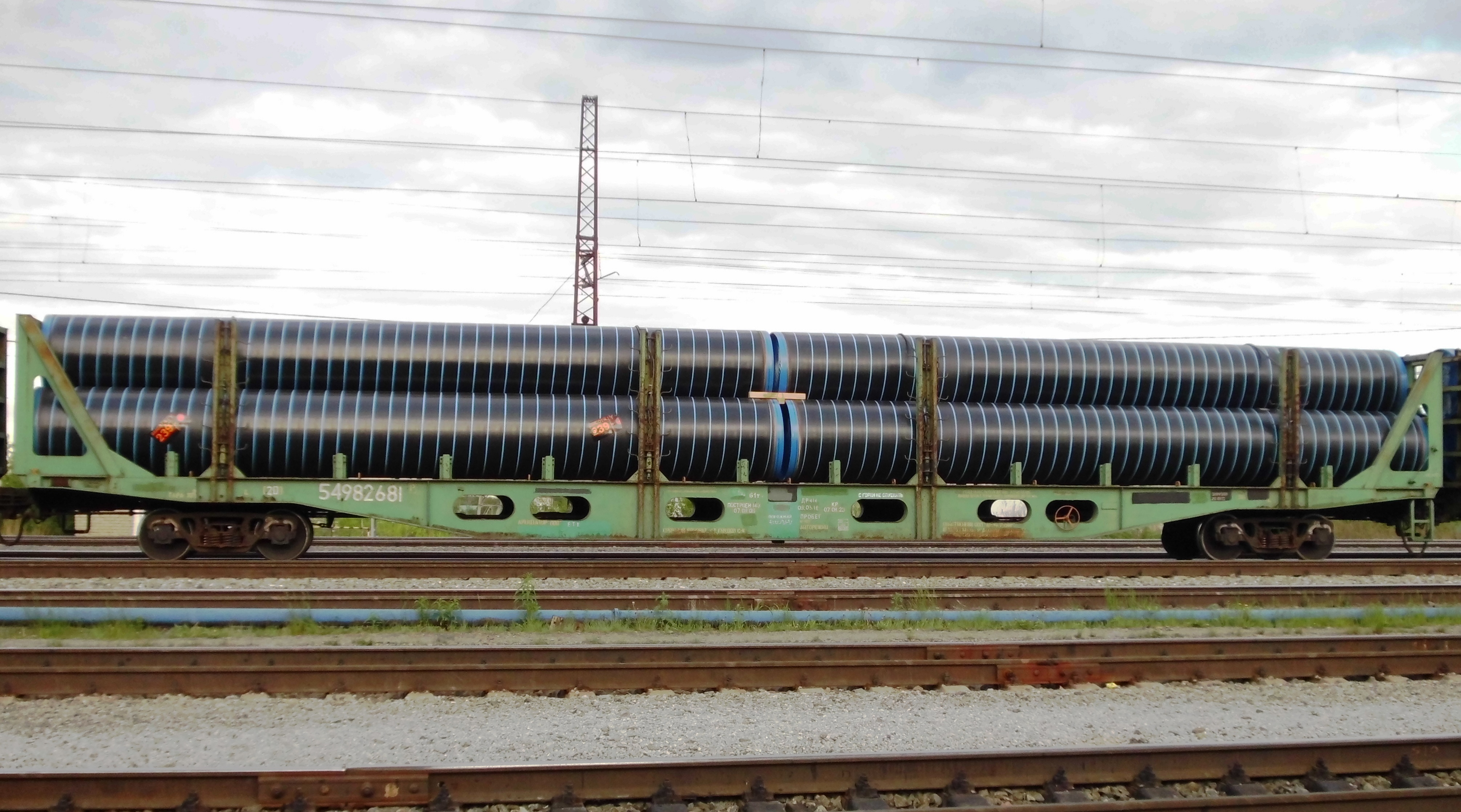
ТБД производства ЧТПЗ с полимерным покрытием с крышками-заглушками, загруженные в вагон-трубовоз
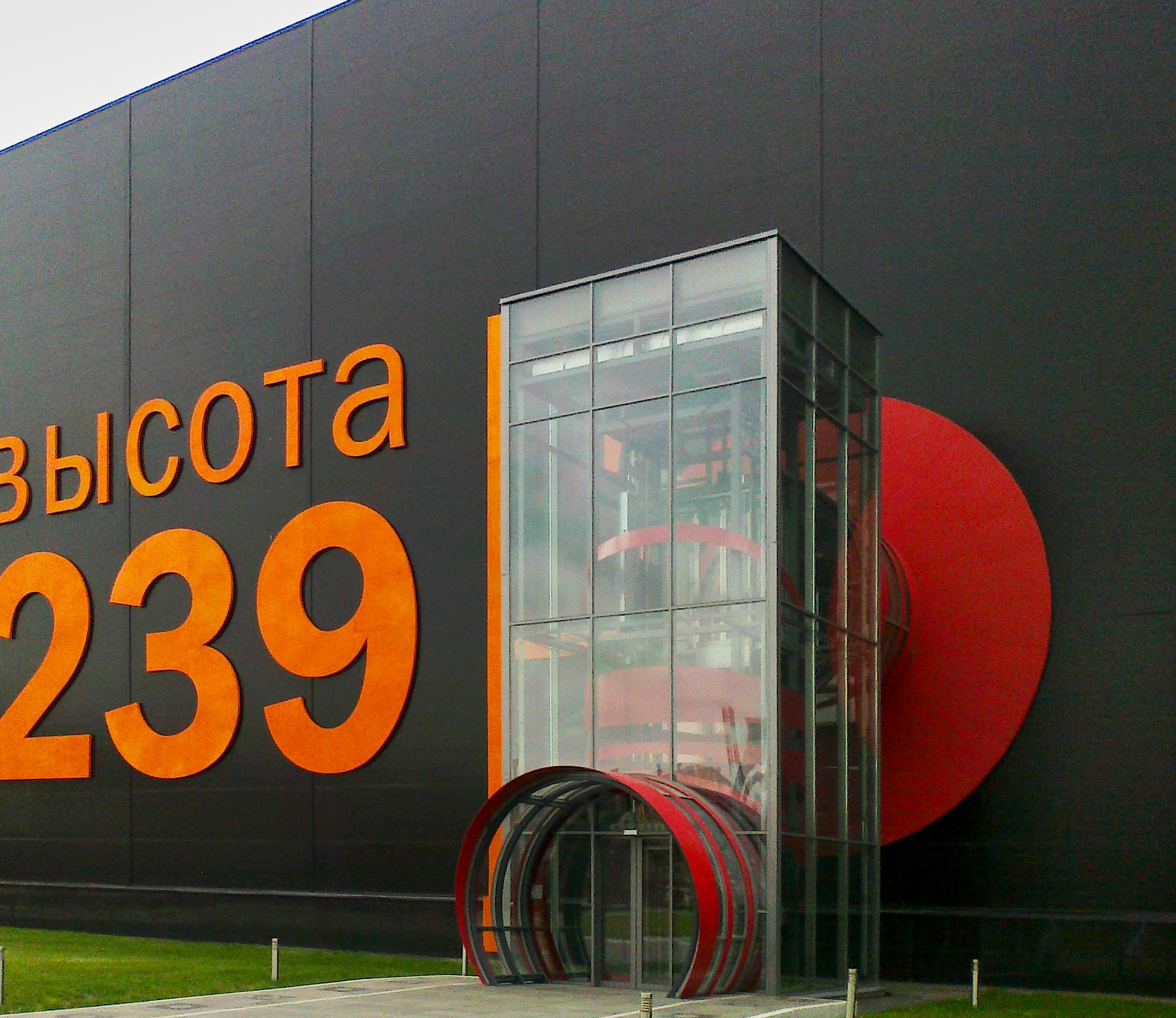
Входная группа цеха по производству ТБД
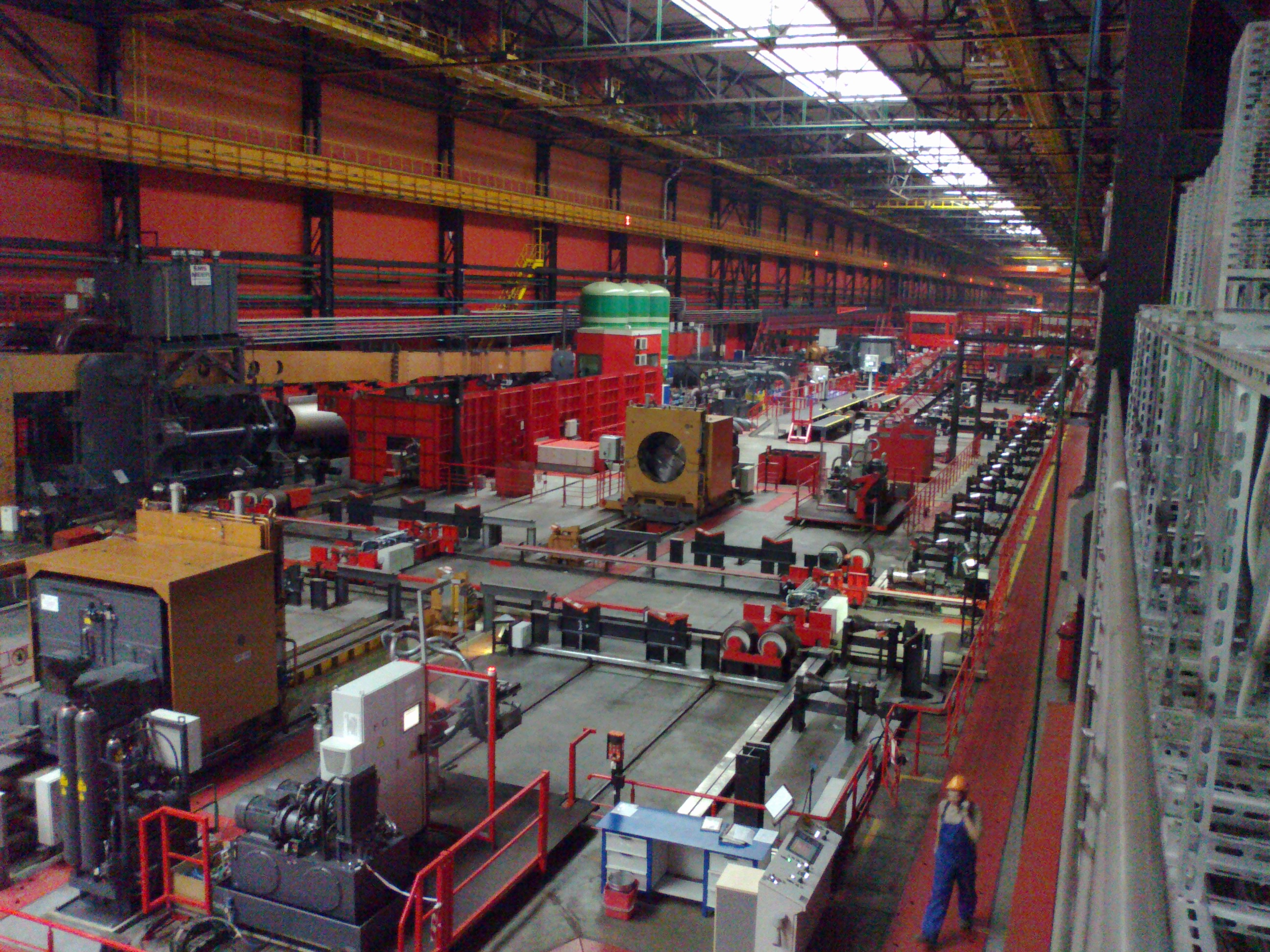
Линия по производству ТБД
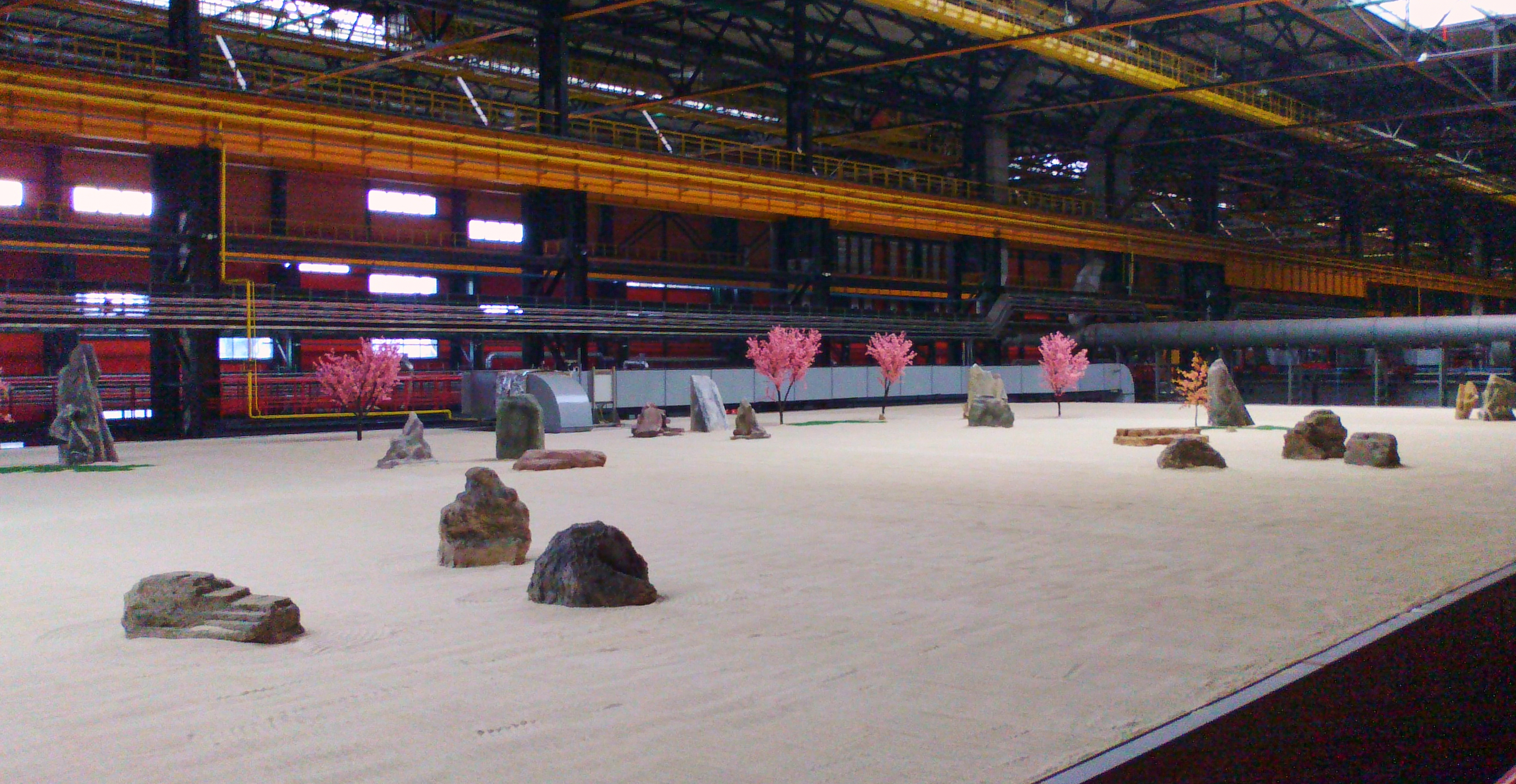
Импровизированный сад камней на крыше печи термообработки